# Coleophora pseudorepentis
Coleophora pseudorepentis — вид лускокрилих комах родини чохликових молей (Coleophoridae).

## Поширення
Вид поширений в Південній та Центральній Європі. Присутній у фауні України.

## Спосіб життя
Гусениці живляться квітами і насінням деревію (види Achillea odorata та Achillea ligustica).